# Drew Sebastian
Drew Sebastian (ur. 10 września 1974 w Knoxville) – amerykański aktor pornograficzny portorykańskiego i hiszpańskiego pochodzenia. Laureat dwóch branżowych nagród Grabby.

## Życiorys
Po ukończeniu nauki w szkole kulinarnej Le Cordon Bleu Culinary College podjął pracę jako kucharz w restauracjach i barach w Nowym Orleanie, Palm Springs i San Francisco.
Gdy miał 23 lata, zaczął pracować jako męska prostytutka. Karierę w branży pornograficznej rozpoczął w 2012, zostając aktorem wytwórni Treasure Island Media. 
W 2013 założył firmę cateringową Andy’s Bites Healthyish Meal Prep.

## Życie prywatne
Od 2014 pozostaje w nieformalnym związku z aktorem porno Dolfem Dietrichem.

## Nagrody i nominacje
| Rok  | Nagroda       | Kategoria                       | Film                                             | Inni wykonawcy                                                                                              | Rezultat  |
| ---- | ------------- | ------------------------------- | ------------------------------------------------ | --- | --------- |
| 2021 | GayVN Awards  | Najlepsza scena seksu w duecie  | Boomer Banks and Drew Sebastian Flip Fuck (2020) | Boomer Banks                                                                                                | Nominacja |
| 2021 | GayVN Awards  | Najlepsza scena fetyszu         | Submission Prison (2019)                         | Devin Franco                                                                                                | Nominacja |
| 2021 | GayVN Awards  | Najlepsza scena seksu grupowego | Dad's Poker Night (2019)                         | Casey Everett, Link Parker, Ryan Carter                                                                     | Nominacja |
| 2021 | GayVN Awards  | Najlepsza scena seksu triolizmu | My Stepson's Buddy (2020)                        | Calix Rivera, Zario Travezz                                                                                 | Nominacja |
| 2021 | GayVN Awards  | Wykonawca roku                  | –                                                | – | Nominacja |
| 2022 | GayVN Awards  |                                 |                                                  | |           |
| 2022 | GayVN Awards  | Najlepsza scena seksu grupowego | Arborists 2 (2020)                               | Chris Damned, Joel Someone, Marco Napoli                                                                    | Nominacja |
| 2022 | GayVN Awards  | Najlepsza scena seksu grupowego | LAPD: Los Angeles Police Dads (2020)             | Dale Savage, Donnie Argento, Jack Vidra, Jake Morgan, Jake Nicola, Joel Someone, Marco Napoli, Vince Parker | Nominacja |
| 2022 | Grabby Awards | Wykonawca roku                  | –                                                | – | Wygrana   |
| 2022 | Grabby Awards | Najlepszy „tatuś”               | –                                                | – | Wygrana   |
| 2022 | Grabby Awards | Najgorętszy penis               | –                                                | – | Nominacja |